# Robert Dudley, 1. Earl of Leicester

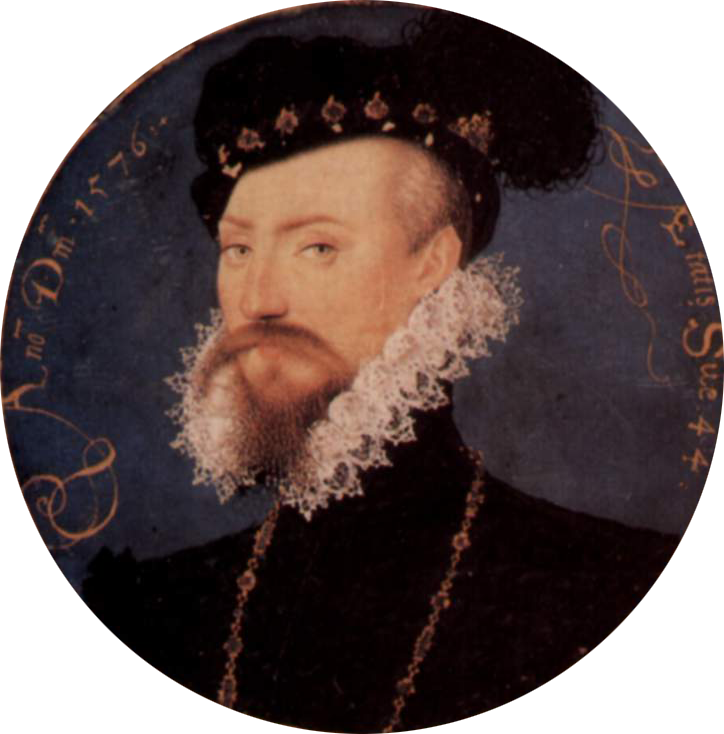
Robert Dudley, von Nicholas Hilliard, 1576

Robert Dudley, 1. Earl of Leicester [ˈlɛstə] KG (* 24. Juni 1532; † 4. September 1588 in Cornbury, Oxfordshire) war der wichtigste Favorit Elisabeths I. von ihrer Thronbesteigung bis zu seinem Tod, Staatsmann sowie Oberstallmeister (Master of the Horse).

## Leben

### Jugend
Robert Dudley war eines von dreizehn Kindern von John Dudley, 1. Duke of Northumberland. Die Kinder erhielten eine ausgezeichnete humanistische Erziehung unter so bedeutenden Pädagogen wie Roger Ascham und John Dee. Robert Dudley diente am Hof Heinrich VIII. und Eduards VI. als Gefährte des jungen Prinzen und Königs. Der Duke of Northumberland stand seit 1550 dem Kronrat vor und galt als der mächtigste Mann Englands. Nach dem Tod König Eduards 1553 versuchte er seine Schwiegertochter Lady Jane Grey auf den englischen Thron zu bringen. John Dudley, sein jüngster Sohn Guilford und dessen Gattin Jane Grey wurden auf Befehl Königin Marias I. hingerichtet. Auch Robert Dudley wurde zum Tode verurteilt und achtzehn Monate im Tower inhaftiert. Im selben Zeitraum wurde dort auch Prinzessin Elisabeth für ein paar Wochen eingesperrt. Elisabeth kannte Dudley allerdings schon, seit sie „noch nicht acht Jahre“ alt war. Bereits 1550 hatte Dudley Amy Robsart geheiratet.

### Elisabeth und Dudley

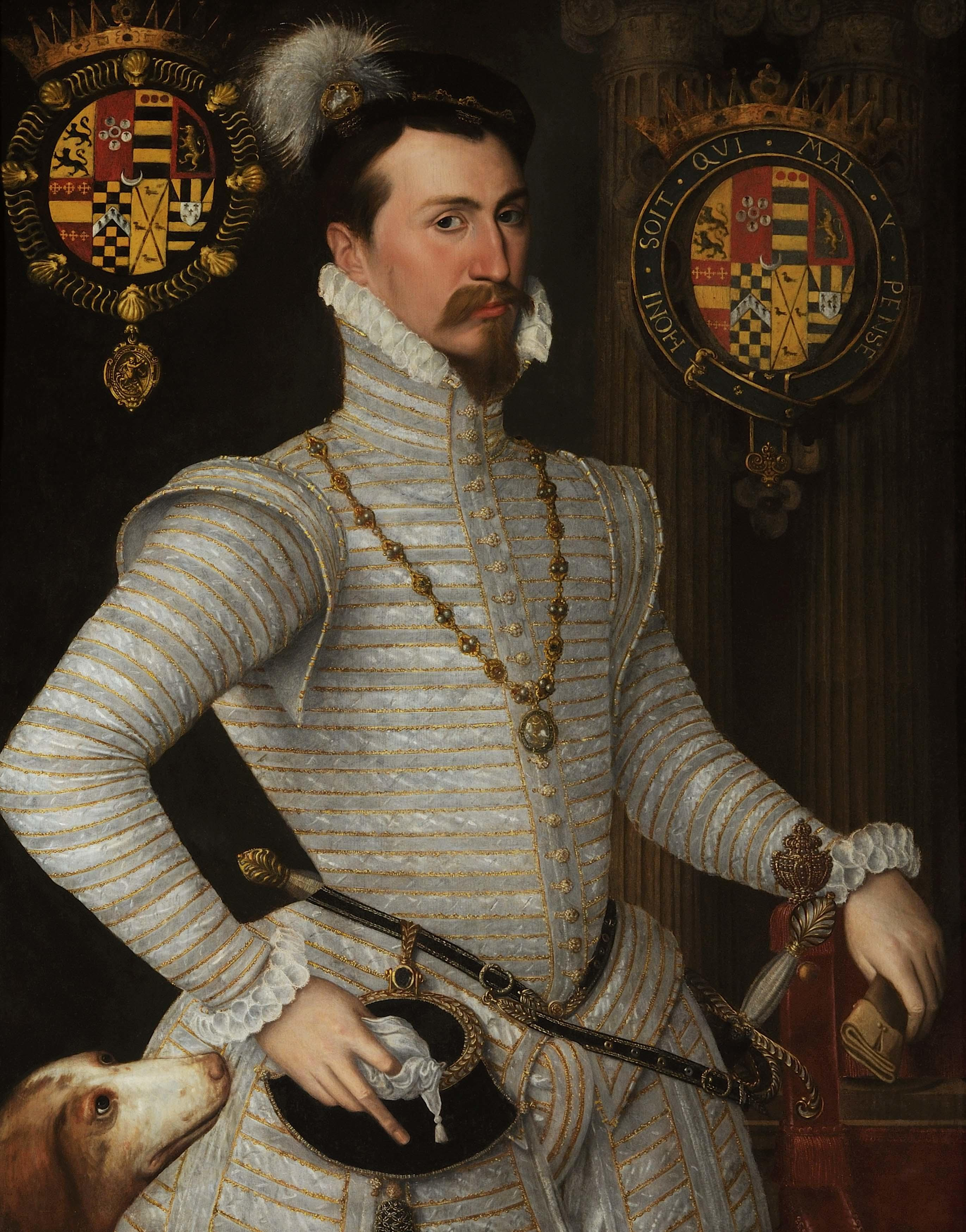
Robert Dudley, Earl of Leicester, um 1564

Bei Elisabeths Thronbesteigung wurde Dudley zum Master of the Horse (Oberstallmeister) ernannt. Es war bald offensichtlich, dass die Königin sehr in ihn verliebt war, und Gerüchte kursierten im ganzen Land. Als seine Frau im September 1560 durch einen Treppensturz starb, glaubten viele, dass er sie beiseitegeschafft habe, um die Königin heiraten zu können. Es war jedoch gerade der Skandal um Amys Tod, der zunächst alle Chancen auf eine Heirat zunichtemachte. Heutige Historiker halten einen Mord für so gut wie ausgeschlossen. Ein Unfall oder Selbstmord gelten als wahrscheinlich. Auch war Amy „sehr krank in einer Brust“. Möglicherweise litt sie an Brustkrebs.
1563 schlug Elisabeth Dudley als Gemahl für die verwitwete Königin Maria von Schottland vor. Sie hoffte, sie durch eine Heirat mit einem Engländer neutralisieren zu können. In ihren Instruktionen für die Verhandlungen schrieb sie, die Heirat sei eine Entschädigung dafür, dass sie Dudley nicht selbst heirate, den sie, „stünde es in Unserer Macht, zum Eigentümer oder Erben Unseres Königtums“ machen wolle. Mary war zunächst nicht sehr interessiert, da Dudley ihr kaum standesgemäß erschien. Als Bedingung nannte sie die Zusicherung der englischen Thronfolge, die ihr schließlich zugesichert wurde, sollte sie Robert Dudley als Gemahl akzeptieren. 1564 ernannte Elisabeth ihn zum Earl of Leicester. Zu guter Letzt war Maria einverstanden. Robert Dudley selbst hatte sich jedoch von Anfang an geweigert, nach Schottland abgeschoben zu werden, und war auch jetzt nicht davon zu überzeugen, so dass aus dem Plan nichts wurde.
Noch viele Jahre lang war Dudley ein Heiratskandidat für Elisabeth. Die Königin äußerte sich immer wieder entsprechend. Er wurde einer ihrer wichtigsten Staatsmänner, und sie ließ ihn kaum von ihrer Seite.

### Liebschaften und zweite Ehe

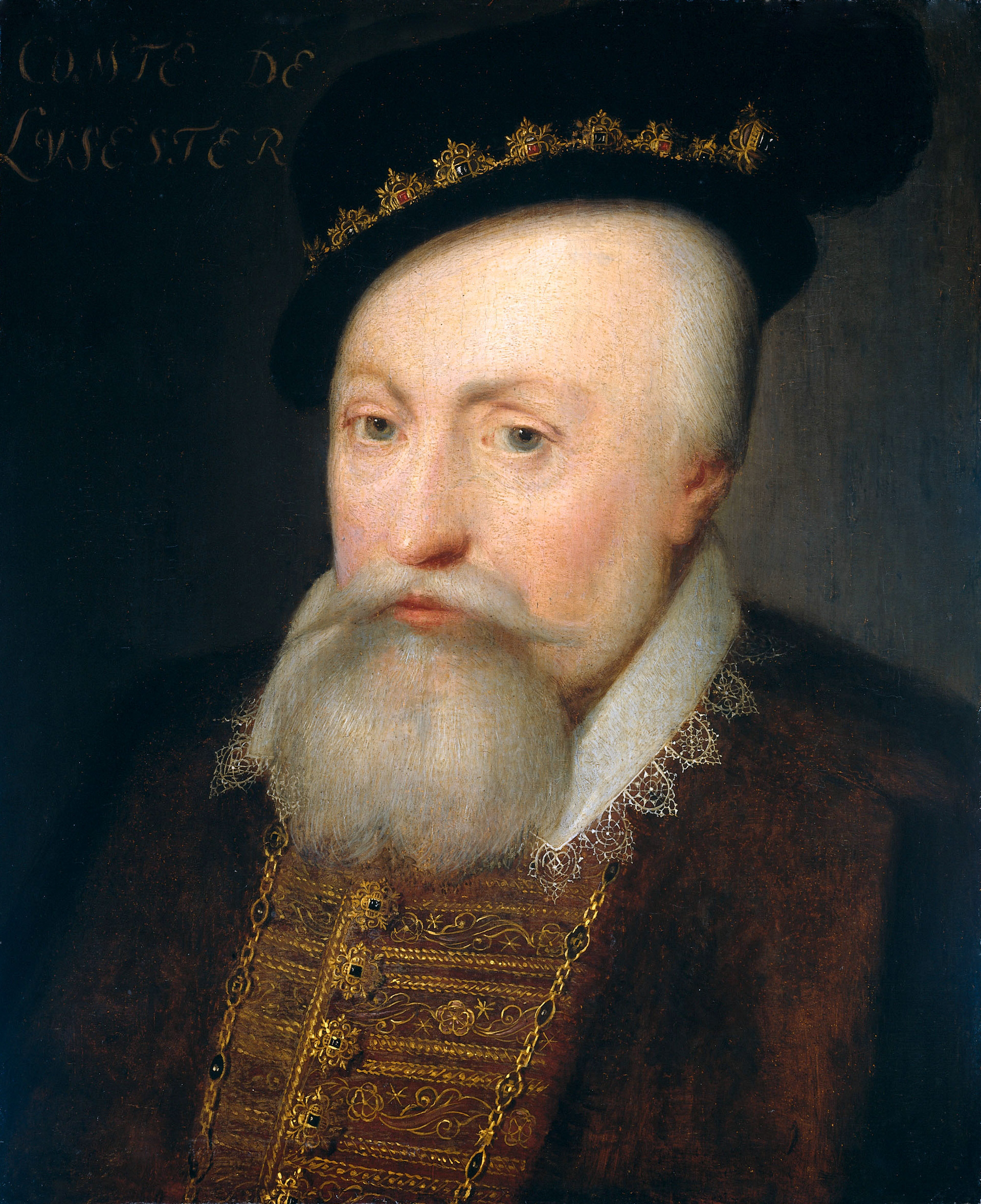
Robert Dudley, von Jan Anthoniszoon van Ravesteyn

Zwar heiratete Elisabeth Dudley selbst nicht, erwartete jedoch von ihm, ebenfalls aufs Heiraten zu verzichten. So kam es, dass er um 1570 ein Verhältnis „ohne weitere Bedingung“ (wie er es ihr gegenüber formulierte) mit Douglas Sheffield, der Witwe des 2. Baron Sheffield und Tochter von William Howard, 1. Baron Howard of Effingham, einging. 1573 wurde vermerkt, dass nicht nur Lady Sheffield, sondern auch ihre Schwester Frances Howard „sehr in ihn verliebt“ war, auch dass die Königin „nichts Gutes über die beiden denkt, und auch nicht das Beste über ihn“. 1574 brachte Lady Sheffield einen Sohn zur Welt, der ebenfalls den Namen Robert Dudley (1574–1649) erhielt. Dieser ging 1605 nach Italien, da er in England einen Prozess um die Anerkennung seiner Abstammung verloren hatte. Er führte trotzdem die Titel „Earl of Warwick and Leicester“ und „Duke of Northumberland“, letzterer wurde von Kaiser Ferdinand II. bestätigt. Dudley Junior wurde ein bedeutender Entdecker und Kartograf („Dell’Arcano del Mare“).
Um 1575 fing Dudley eine Affäre mit Lettice Knollys, Gattin von Walter Devereux, 1. Earl of Essex, an. Als Großnichte Anne Boleyns war sie eine Nichte zweiten Grades von Königin Elisabeth. Lord Essex starb 1576 in Irland. Zwei Jahre später heiratete Dudley die verwitwete Countess of Essex, aus Angst vor der Eifersucht der Königin heimlich. Diese Heirat verletzte und beleidigte die Königin zutiefst. Sie fand sich niemals damit ab. Gegen Lettice nährte sie einen unüberbrückbaren Hass, den sie auch öffentlich kundtat. Auf Dudleys Gesellschaft und Freundschaft wollte sie allerdings nicht verzichten, auch wenn sie ihn gelegentlich wegen seiner Heirat demütigte und benachteiligte.

### Generalstatthalter der Niederlande
1585 wurde Dudley das Kommando über die englischen Truppen zur Unterstützung der rebellischen Provinzen der Niederlande gegen Spanien übertragen. Die Generalstaaten ernannten ihn zum Generalstatthalter. Im Dezember 1587 legte er das Amt nieder und kehrte endgültig nach England zurück, nachdem er sich mit den Generalstaaten zerstritten hatte.

### Die Armada
Dudley war auch Oberkommandierender der englischen Landtruppen gegen die Spanische Armada im Juli und August 1588. In dieser Funktion organisierte er die Truppenschau bei Tilbury für Königin Elisabeth, bei der sie eine ihrer berühmtesten Reden hielt. Dudley starb kurz danach bei Oxford am 4. September 1588. Ein Billet Dudleys vom 29. August hob die Königin in ihrem Schatzkästchen auf und schrieb „sein letzter Brief“ darauf.

## Rezeption
Das Leben Robert Dudleys bildete die Grundlage der 1826 erstmals aufgeführten Opera seria Il castello di Kenilworth von Gaetano Donizetti.